# Toerisme in Turkije
Turkije is een groot land met veel verschillende klimaten en culturen en de toeristen die naar Turkije gaan vormen dan ook een gevarieerde mix van massatoeristen, cultuurtoeristen, natuurtoeristen, rugzaktoeristen, medisch-toeristen en wintersporttoeristen.
Het aantal toeristen dat Turkije jaarlijks bezoekt is sterk gestegen de afgelopen twee decennia. In 2000 bezochten 10 miljoen toeristen het land en in 2010 was dat getal gestegen naar 29 miljoen. In 2019 hebben 52 miljoen toeristen het land bezocht, waarvan de Russen en Duitsers de grootste groep vormden. De culturele hoofdstad van Turkije, Istanboel, stond in 2009 wereldwijd op de 7e plaats qua bezoekersaantallen in steden, met zo'n 7 miljoen bezoekers.

## Afkomst bezoekers
De meeste toeristen in Turkije hebben de nationaliteit uit de volgende landen:
| Rang | Land                | 2019       | 2018       | 2017       | 2016       |
| ---- | ------------------- | ---------- | ---------- | ---------- | ---------- |
| 1    | Rusland             | 7,017,657  | 5,964,631  | 4,715,438  | 866,256    |
| 2    | Duitsland           | 5,027,472  | 4,512,360  | 3,584,653  | 3,890,074  |
| 3    | Bulgarije           | 2,713,464  | 2,386,885  | 1,852,867  | 1,690,766  |
| 4    | Verenigd Koninkrijk | 2,562,064  | 2,254,871  | 1,658,715  | 1,711,481  |
| 5    | Iran                | 2,102,890  | 2,001,744  | 2,501,948  | 1,665,160  |
| 6    | Georgië             | 1,995,254  | 2,069,392  | 2,438,730  | 2,206,266  |
| 7    | Oekraïne            | 1,547,996  | 1,386,934  | 1,284,735  | 1,045,043  |
| 8    | Irak                | 1,374,896  | 1,172,896  | 896,876    | 420,831    |
| 9    | Nederland           | 1,117,290  | 1,013,642  | 799,006    | 906,336    |
| 10   | Azerbeidzjan        | 901,723    | 858,506    | 765,514    | 606,223    |
| 11   | Polen               | 880,839    | 646,365    | 296,120    | 205,701    |
| 12   | Frankrijk           | 875,957    | 731,379    | 578,524    | 555,151    |
| 13   | Griekenland         | 836,882    | 686,891    | 623,705    | 593,150    |
| 14   | Roemenië            | 763,320    | 641,484    | 423,868    | 357,473    |
| 15   | Verenigde Staten    | 578,074    | 448,327    | 329,257    | 459,493    |
| 16   | Israël              | 569,368    | 443,732    | 380,415    | 293,988    |
|      | Totaal              | 51,747,198 | 46,112,592 | 37,969,824 | 30,906,680 |

## Historische locaties
Turkije kent een rijke geschiedenis van vele culturen, waaronder de Ottomanen, Seltsjoeken, Grieken, Armeniërs, Arameeërs, Perzen en Hettieten, waarvan de meeste historische gebouwen hebben nagelaten. Dat veel van de gebouwen in goede staat zijn gebleven is te danken aan het restauratiewerk in Ottomaanse tijden. Daarbij moet gezegd worden dat helaas natuurlijk ook veel gebouwen verloren zijn gegaan door oorlogen, aardbevingen en branden.

### Turkse historische locaties
Traditionele Turkse architectuur in Turkije begint bij de inval van de Seltsjoeken in Anatolië. De eerste hoofdstad van het sultanaat Rûm was İznik en later Konya. In deze twee steden kan men dan ook nog veel Seltsjoekse architectuur vinden. De Ottomanen hadden Bursa en Edirne als hoofdsteden en ook daar vindt men veel Turkse architectuur. In de meeste Turkse steden zijn naast moskeeën ook vaak voorbeelden te vinden van traditionele Turkse huizen. Het schoolvoorbeeld voor een traditionele Turkse stad is Safranbolu, dat door de UNESCO uitgeroepen werd tot werelderfgoed. Ook in Amasra en Amasya zijn veel van dit soort woningen intact gebleven. Naast de bekende en al genoemde steden hebben ook Erzurum, Sivas, Kayseri en Alanya veel Turkse historische architectuur.

### Griekse historische locaties
Turkije kent honderden Griekse historische locaties, waarvan vele zijn uitgegroeid tot moderne Turkse steden en dorpen. Er zijn echter nog tientallen verlaten Griekse ruïnesteden, vooral aan de westkust. Efeze is de grootste Grieks/Romeinse ruïnestad in Turkije en heeft een poort, agora, theater, odeion, bibliotheek, prytaneion, badhuis, meerdere tempels en de tombe van de apostel Johannes. Het Romeins theater van Aspendos is het best bewaarde in zijn soort in het hele Middellandse Zeegebied en in Aphrodisias vindt men het best bewaarde Griekse stadion ter wereld. De stad Hierapolis is bijzonder vanwege zijn ligging op de top van de kalkberg Pamukkale, dat op zichzelf al een drukbezochte attractie is. De bekendste Grieks/Romeinse ruïnesteden in Turkije zijn Troje, Efeze, Pergamon, Milete, Hierapolis, Myra, Priëne, Aphrodisias, Termessos, Sagalassos, Xanthos, Assos, Kaunos, Side, Sardis, Perge, Olba, Patara, Laodikeia, Cnidus, Phaselis, Didyma en Aspendos.

### Andere historische locaties
Hattusa is de ruïne- hoofdstad van het oude rijk van de Hettieten, het is nu een openluchtmuseum en de meeste voorwerpen zijn verplaatst naar het Museum van Anatolische beschavingen in Ankara. Minder bekende historische plaatsen in het zuidoosten van Turkije zijn onder andere Diyarbakir, Mardin, Şanlıurfa, Gaziantep, Antakya, Midyat en Nusaybin, oude Aramese of Armeense steden, nu voornamelijk bewoond door Koerden, waar men nog steeds veel historische gebouwen kan bezichtigen. In het zuidoosten vindt men ook Göbekli Tepe, met het tot nu toe bekende oudste (zo'n 11.500 jaar oud) tempelcomplex ter wereld. Van het Armeens historisch erfgoed is weinig overgebleven. Oostelijk Anatolië is een actief aardbevingsgebied en ligt op het raakpunt van vele verschillende volkeren die de steden met enige regelmaat belegerden. De Armeniërs moesten dan ook meerdere malen verhuizen en verspreid over Anatolië en de Kaukasus vindt men vele vergane Armeense ruïnesteden. De meest bekende hiervan zijn de stad Van in het zuidoosten van Turkije, en Ani aan de grens met Armenië. Dit was ooit de hoofdstad van een Armeens koninkrijk, nu een kale ruïnestad. Her en der zijn nog wel veel Armeense kerken blijven staan, hoewel vaak enigszins geruïneerd, zoals de Kerk van het Heilige Kruis op een eiland in het Vanmeer, die onlangs is hersteld.
Voor burgers van het Britse Gemenebest, voornamelijk Australiërs en Nieuw-Zeelanders, is het noordwestelijke Europese schiereiland Gallipoli een belangrijke toeristische bestemming. Het gaat hier dan met name om nazaten van veteranen die streden in de Slag om Gallipoli in de Eerste Wereldoorlog, die werd verloren door de ANZAC-soldaten maar wel een verbroedering opleverde tussen de Johnnies en de Mehmets. Bij Anzac-cove staan monumenten voor de gevallen soldaten en worden jaarlijkse diensten gehouden.

## Soorten toerisme

### Cultuurtoerisme

#### Istanboel
Met zo'n 15 miljoen inwoners is Istanboel de grootste stad van Turkije en zelfs van Europa. Istanboel is een moderne wereldstad met een unieke geschiedenis, ze trekt jaarlijks miljoenen toeristen. De geschiedenis van de stad is zichtbaar in een mix van westerse en oosterse architectuur. Het was de hoofdstad van opeenvolgend het Romeinse Rijk, het Byzantijnse Rijk en het Ottomaanse Rijk en elk van deze rijken drukte zijn eigen stempel op de stad. Enkele van de bekendste bezienswaardigheden zijn het Topkapi-paleis, het Dolmabahçe-paleis, de Sultan Ahmetmoskee, de Hagia Sophia, de Grote Bazaar, de Kruidenbazaar, de Galatatoren, de Basilica Cisterne, de Prinseneilanden, het Taksimplein, het Hippodroom, de Universiteit van Marmara, de Universiteit van Istanboel en de Hagia Irene, maar in de stad liggen verder nog honderden historische locaties waaronder kerken, moskeeën, synagogen, forten, tomben, begraafplaatsen en historische houten woningen aan de oever van de Bosporus.

#### Konya
In westelijk Centraal-Anatolië ligt de religieuze hoofdstad van Turkije, Konya. De Seldsjoeken maakten van Konya (Iconium) hun hoofdstad, waarna het snel een belangrijk politiek en spiritueel centrum werd. Een van de belangrijkste Soefies, Jalal ad-Din Rumi uit het verre Afghanistan, vestigde zich hier vanwege het rijke culturele leven. Rumi en andere soefi's uit Konya hadden een grote invloed op de Turkse cultuur, en worden tot de dag van vandaag vereerd. Bij zijn mausoleum zijn diverse nieuwe soefi-huizencomplexen gebouwd en kan men een spirituele bijeenkomst van de dansende derwisjen bijwonen.

#### Izmir
İzmir is de twee na grootste stad van Turkije en ligt in het westen aan de Egeïsche Zee. De omgeving van de stad wordt al zeker 5000 jaar bewoond. De huidige stad werd gesticht rond de 11e eeuw voor Christus door Griekse kolonisten onder de naam Smyrna. Enkele restanten van de Agora, inclusief een zuilengalerij, zijn te vinden in de stad. In de historische wijk Konak, in het oude centrum van de stad, werden onder Turkse overheersing een bazaar en meerdere moskeeën en synagogen gebouwd, waarvan een deel nog steeds te bezichtigen is. Ook vindt men in het centrum nog enkele straten met historische houten huizen, een klokkentoren en het Kadifekale-kasteel. De grote brand van 1922 vernietigde echter het grootste deel van de stad, het huidige Izmir is dus voornamelijk een moderne stad. Het wordt gezien als de meest westerse (maar ook nationalistische) stad van Turkije. In de wijk Bornova bevinden zich een reeks voormalige riante buitenhuizen en kerkjes van Europese handelaren, die zich hier vestigden vanaf de 16e eeuw.

#### Ankara
Ankara is de hoofdstad van Turkije en de een na grootste stad. Als hoofdstad dient het naast politiek ook als een economisch en educatief centrum van het land. De stad is niet toeristisch. Er bevinden zich echter wel enkele voor de Turkse cultuur belangrijke plaatsen. De meeste toeristen zijn dan ook Turken en komen voor een bezoek aan het mausoleum van Atatürk en het Museum van Anatolische beschavingen. De stad kent echter een zeer lange geschiedenis en hier zijn ook enkele restanten van terug te vinden zoals de Tempel van Augustus en de citadel. De oudste moskee van de stad is de Alaaddin-moskee, in opdracht van de Seltsjoekse leider Mesut gebouwd in de 12e eeuw. De stad heeft een grote hoeveelheid aan parken en pleinen.

### Massatoerisme

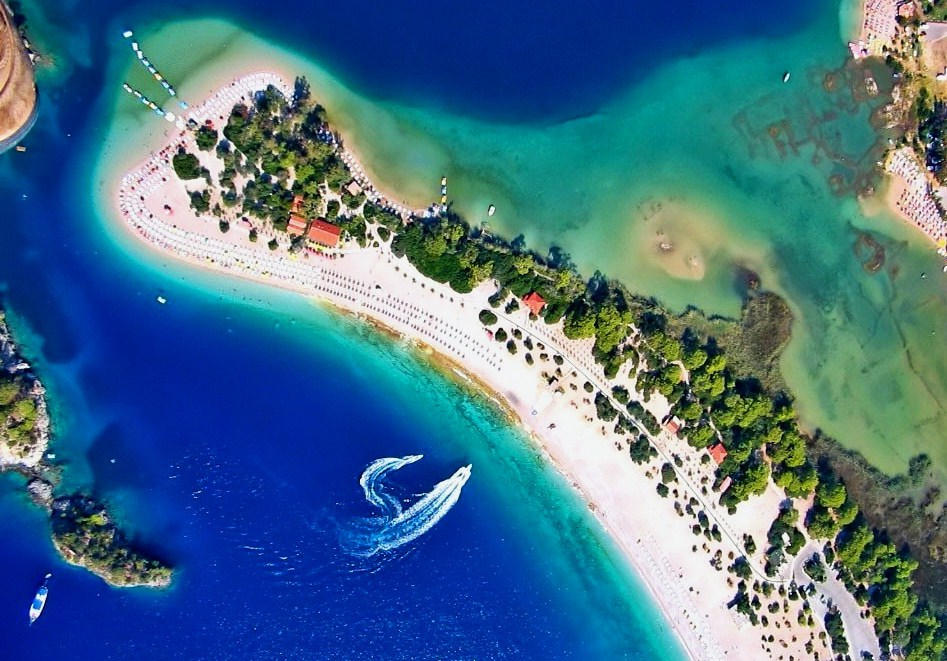
Het strand van Oludeniz

Door het mediterrane klimaat, de diepblauwe Egeïsche Zee en de hagelwitte stranden van de Turkse Rivièra is Turkije uitgegroeid tot een bestemming voor massatoerisme uit Duitsland, Rusland, Engeland en Nederland. Luchtvaartmaatschappijen vliegen vanaf onder andere Schiphol, net als naar de Spaanse kust, direct naar zonbestemmingen in Turkije. Veel vakanties worden all-inclusive geboekt. Een Blue Cruise is een populaire boottocht met zeilboten langs de verschillende steden en baaien van de Turkse Rivièra. Alle grote toeristische steden aan de Turkse kust hebben historische architectuur, meestal van antieke Griekse oorsprong. Ook liggen veel van de steden dicht in de buurt van Griekse ruïnesteden. Een stijgend aantal Europeanen heeft een vakantiehuis gekocht aan de Turkse Rivièra, vanwege de gunstige prijzen in Turkije. Het Taurusgebergte markeert de grens van het mediterrane kustgebied en het binnenland van Anatolië. De belangrijkste bestemmingen voor massatoerisme zijn Alanya, Bodrum, Marmaris, Antalya, Side en Kuşadası.

### Natuurtoerisme

#### Cappadocië
Cappadocië is een uitgestrekt gebied in het midden van Anatolië ter grootte van zo'n 800 km². Cappadocië bestaat uit een tufsteenlandschap, en kalksteen waarin karstverschijnselen te zien zijn. Door verwering zijn de verschillende gesteentetypen elk anders en met een andere snelheid geërodeerd. Hierdoor is een bijzonder en grillig landschap ontstaan met puntvormige rotsen. Het gebied diende in de eerste eeuwen na christus als schuilplaats voor vluchtende christenen en in de karstgrotten zijn in de loop der tijd kerken en woningen gebouwd. Ook zijn er in het gebied veel ondergrondse steden gemaakt die te bezichtigen zijn. Ten tijde van de Seltsjoeken en Ottomanen werden verspreid over het gebied Karavanserais aangelegd waar men ook kan overnachten. Ballonvluchten zijn een populaire manier om het gebied te verkennen. De belangrijkste steden in het gebied, die elk historische en/of natuurlijke attracties kennen, zijn Nevşehir, Kirsehir, Aksaray, Niğde en Kayseri.

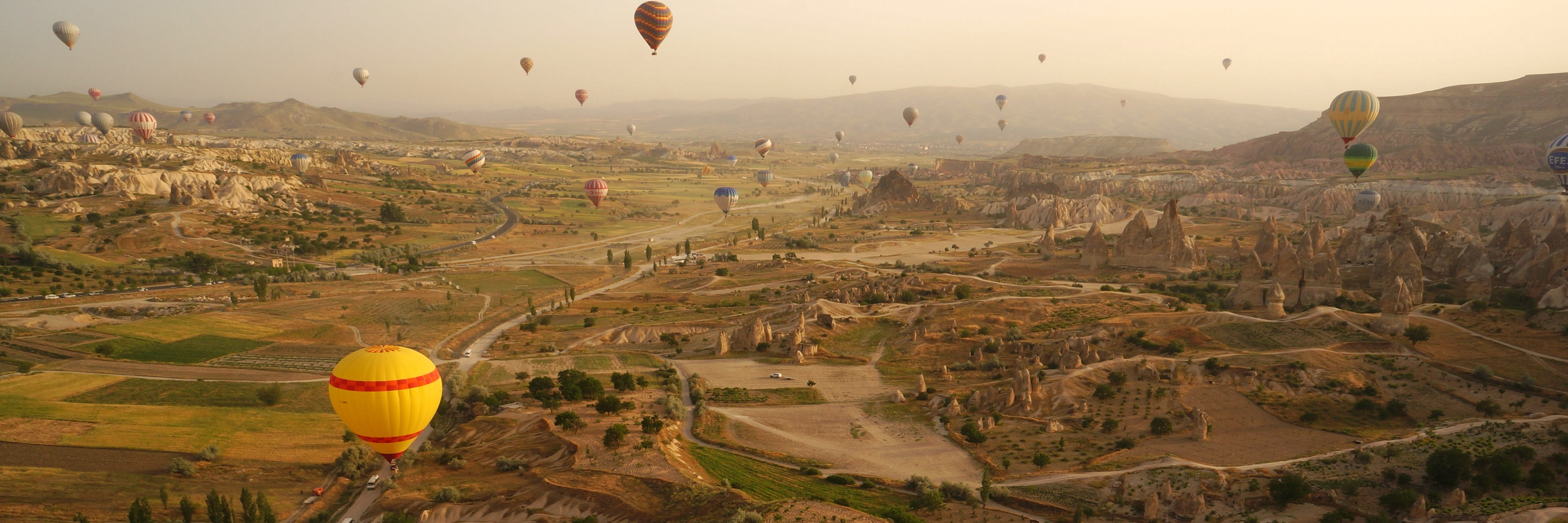
Cappadocië is een regio die is ontstaan door de erosie van zachte vulkanische steen door middel van wind en regen. Het gebied is een populaire toeristische bestemming met unieke geologische, historische en culturele kenmerken

#### Pontus
Het oostelijke Zwarte Zeegebied Karadeniz, ook bekend als Pontus, kent een milder klimaat dan de rest van Turkije en is een oase van veelal ongerepte groene, met Coniferen beboste, bergen die schaars bewoond worden door Turks-, Lazisch-, Pontisch Grieks-, en Armeens-sprekende pastorale nomaden. Hier kan men honderden oude dorpjes met authentieke houten huizen vinden waar het traditionele leven grotendeels onveranderd is gebleven sinds Ottomaanse tijden. Het gebied is vooral populair onder fietsers en bergwandelaars uit Noord- en Oost-Europa, de Kaukasus, Japan, Korea en het Arabisch schiereiland, alsmede Turken in diaspora. Boven de bomengrens zijn zomerweien waar festivals worden gehouden. Inmiddels zijn op sommigen van de weiden naast kleine herdershuisjes ook zomerverblijven en kleine pensions gebouwd. In de bergen iets ten zuiden van Trabzon ligt het Sümelaklooster in een rotswand, verspreid in het gebied liggen meerdere Byzantijnse kerken en kloosters, in de steden tegenwoordig vaak gebruikt als moskee. De belangrijkste steden in het gebied zijn Trabzon, Giresun, Rize, Altınordu en Gümüşhane.

### Kerkhistorisch toerisme
Anatolië is voor het christendom een bijzonder gebied. Het gebied wordt in het Nieuwe Testament Klein-Azië genoemd, als verspreidingsgebied van het vroegste christendom. Ten minste drie apostelen liggen er begraven, ook van anderen wordt vermoed dat zij er te ruste zijn gelegd. De paus bevestigde onofficieel ook de rustplaats van Maria, bij zijn bezoek aan Efese. Vroege christenen scholen in de ondergrondse steden en de valleien van Cappadocië van de Romeinen, Perzen en later de Arabieren. Na de breuk werd Klein-Azië de belangrijkste plaats voor het Oosters-orthodoxe christendom. In Istanboel, het vroegere Constantinopel, zetelt tegenwoordig nog altijd de Orthodoxe patriarch. Met de komst van de Ottomanen werden veel kerkgebouwen omgevormd tot moskeeën, maar tegelijkertijd verkregen de Armeniërs het recht om kerken te bouwen, iets wat zij niet mochten onder Griekse overheersing. Ook de Griekse bevolking verkreeg uiteindelijk het recht om opnieuw kerken te bouwen en men treft ze dan ook aan in dorpen en steden, tot in de vrije natuur. Hoewel het christendom gedurende een groot deel van de 20e eeuw in Turkije onder druk kwam te staan zijn er verspreid over het land vele honderden kapellen, kerken en kloosters bewaard gebleven. Grote concentraties vindt men voornamelijk in Istanboel, Cappadocië, Pontus en in het zuiden rond het Assyrisch thuisland. Waar in de vorige eeuw door gebrek aan interesse en/of financiering veel van deze gebouwen werden verwaarloosd, zijn in de afgelopen jaren juist veel van deze panden gerestaureerd, en in enkele gevallen opengesteld voor religieuze diensten, ook hebben religieuze minderheden beperkt de mogelijkheid gekregen hun verloren bezittingen terug te verkrijgen. De belangrijkste religieuze bezienswaardigheden (buiten Istanboel) zijn kerken zoals de Armeense Kerk van het Heilige Kruis op het eiland Akdamar in het Vanmeer, de Syrisch-Orthodoxe kerken van Antiochië zoals de Grot van Sint Petrus en de Kerk van Sint-Jacob van Nisibis en Griekse en Georgische kerken van de Pontus zoals de Hagia Sophia in Trabzon. Ook zijn er enkele kloosters bewaard gebleven zoals het Mor Gabriel-klooster en het Sümelaklooster.

### Medisch toerisme
Turkije is een belangrijke bestemming voor medisch-toeristen vanuit Europa, de Verenigde Staten en het Midden-Oosten. Medisch-toeristen gaan naar het land vanwege de relatief lage kosten en de moderne medische zorg. De meest geavanceerde operatieapparatuur, waaronder het cyberknife, is beschikbaar.

### Wintersporttoerisme
Turkije is voor een groot deel bergachtig en in de winter kan men er ook goed wintersporten. Enkele wintersportgebieden in Turkije zijn Uludag, Saklikent, Elmadag, Kartalkaya, Sarikamis, en Palandöken.

## Klimaat
Er zijn in Turkije drie verschillende klimaatsoorten te onderscheiden. Het oostelijke deel heeft een gematigd landklimaat, het centrale deel een steppeklimaat en langs de kust komt het mediterrane klimaat voor. Met name het mediterrane klimaat met zijn milde winters en de warme droge zomermaanden is erg geliefd bij de toeristen. In de hoogzomermaanden kan het kwik oplopen tot ver boven de dertig graden Celsius. Heel anders is het in de rest van het land. Met name in het oostelijk deel van Turkije kan het behoorlijk koud worden. Er komen in de winterperiode lange periodes met vorst voor, sneeuw is in deze periode eerder de regel dan de uitzondering. Er zijn zelfs enkele wintersportgebieden te vinden in Turkije. Maar ook veel dichter bij de kust zijn er enkele gebergte te vinden waar je in de wintermaanden kunt skiën. Het centrale deel van Turkije is weer bijzonder droog. Dit heeft voornamelijk te maken met de beschutte ligging van het binnenland achter enkele bergketens. Jaarlijks valt er in dit gebied slechts 300 tot 400 millimeter aan neerslag.

## Afbeeldingen

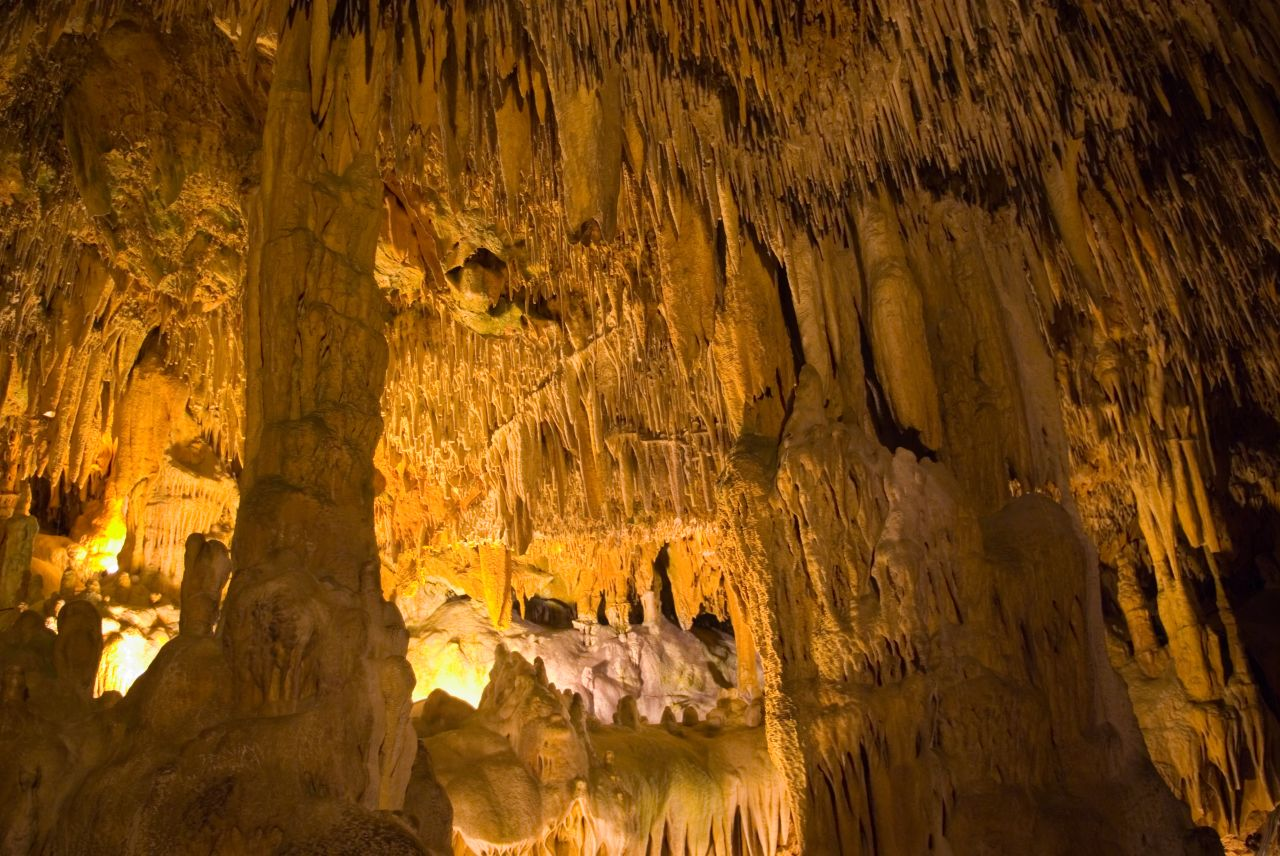
Damlataş grot
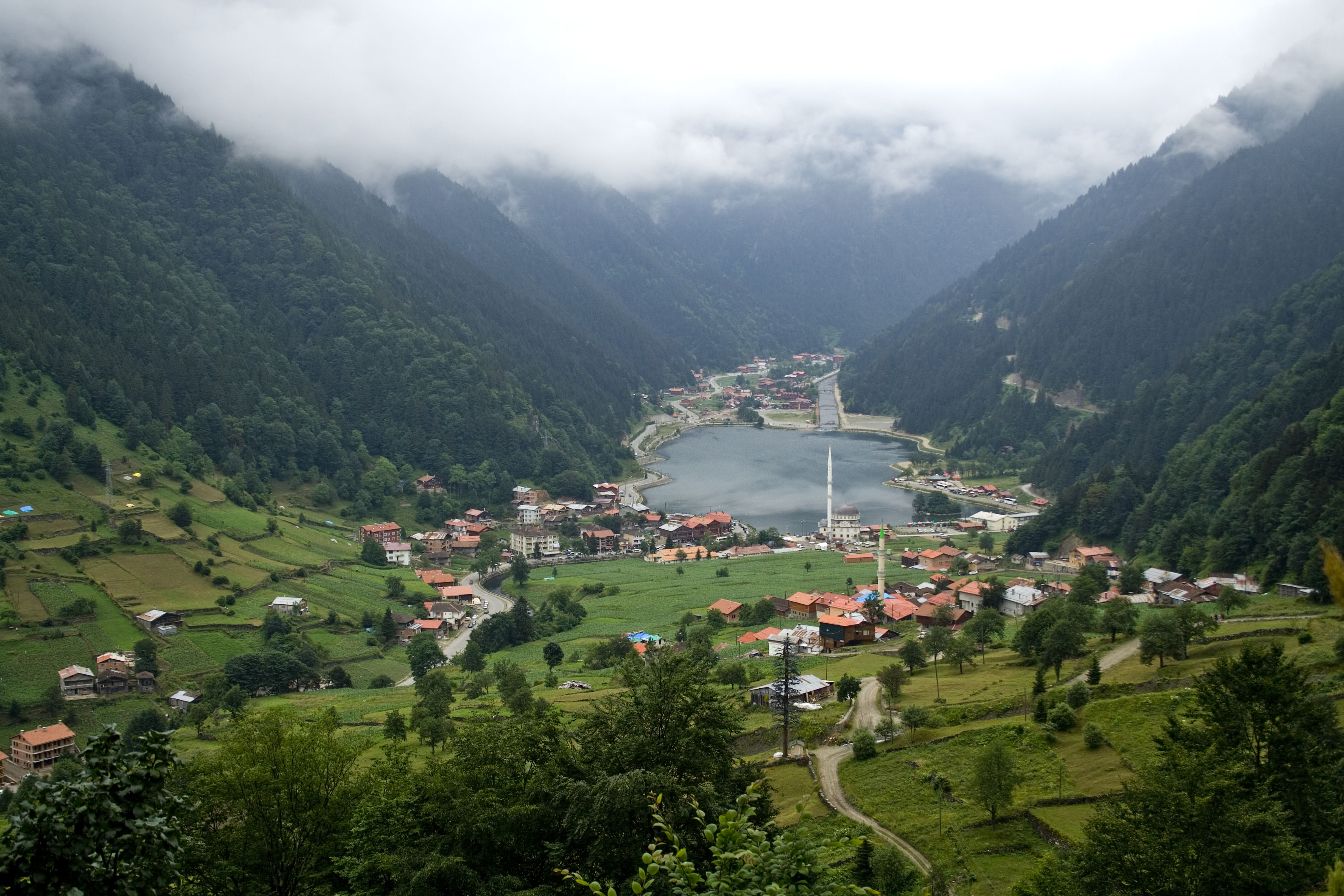
Uzungöl
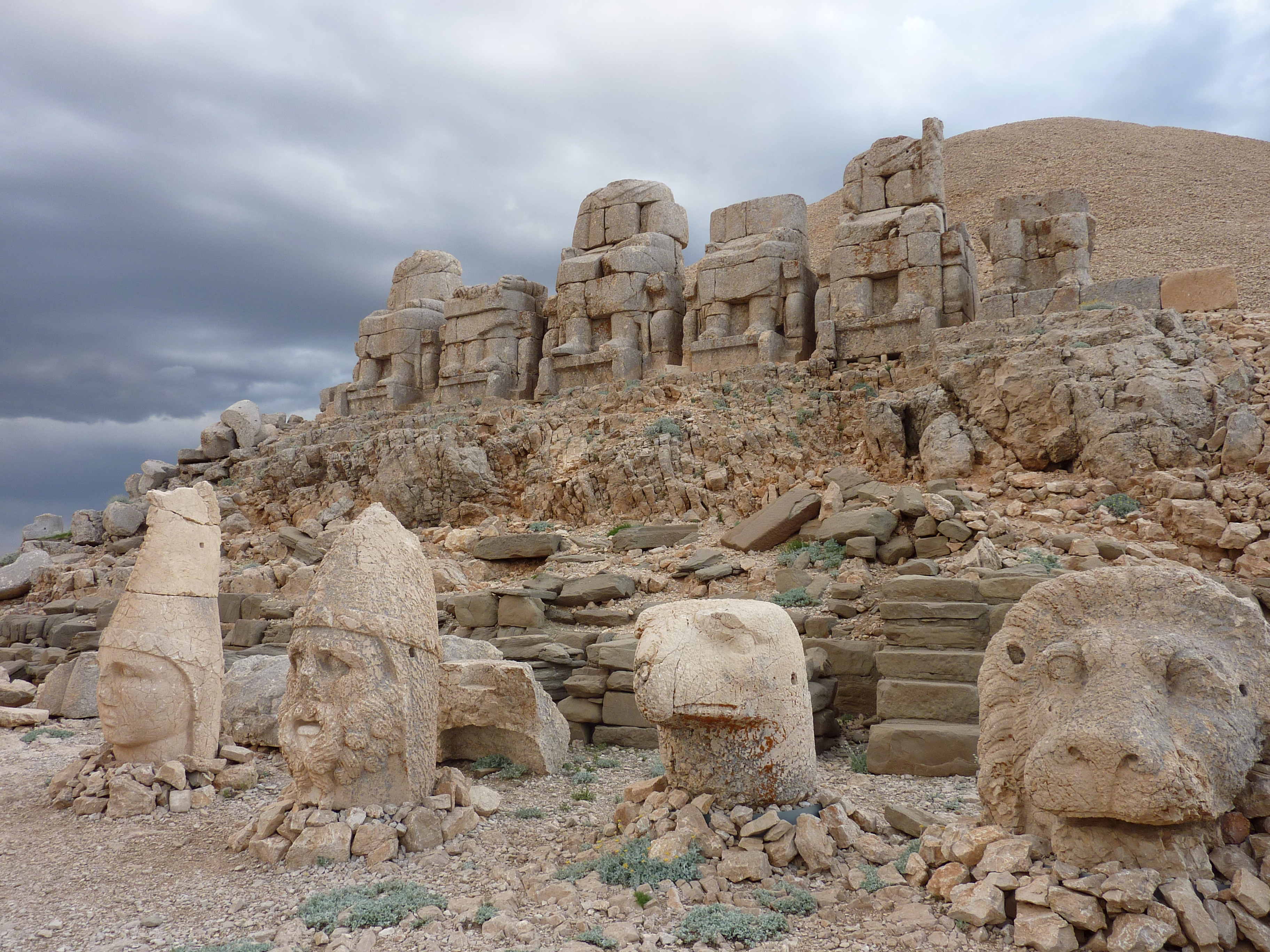
Berg Nemrut
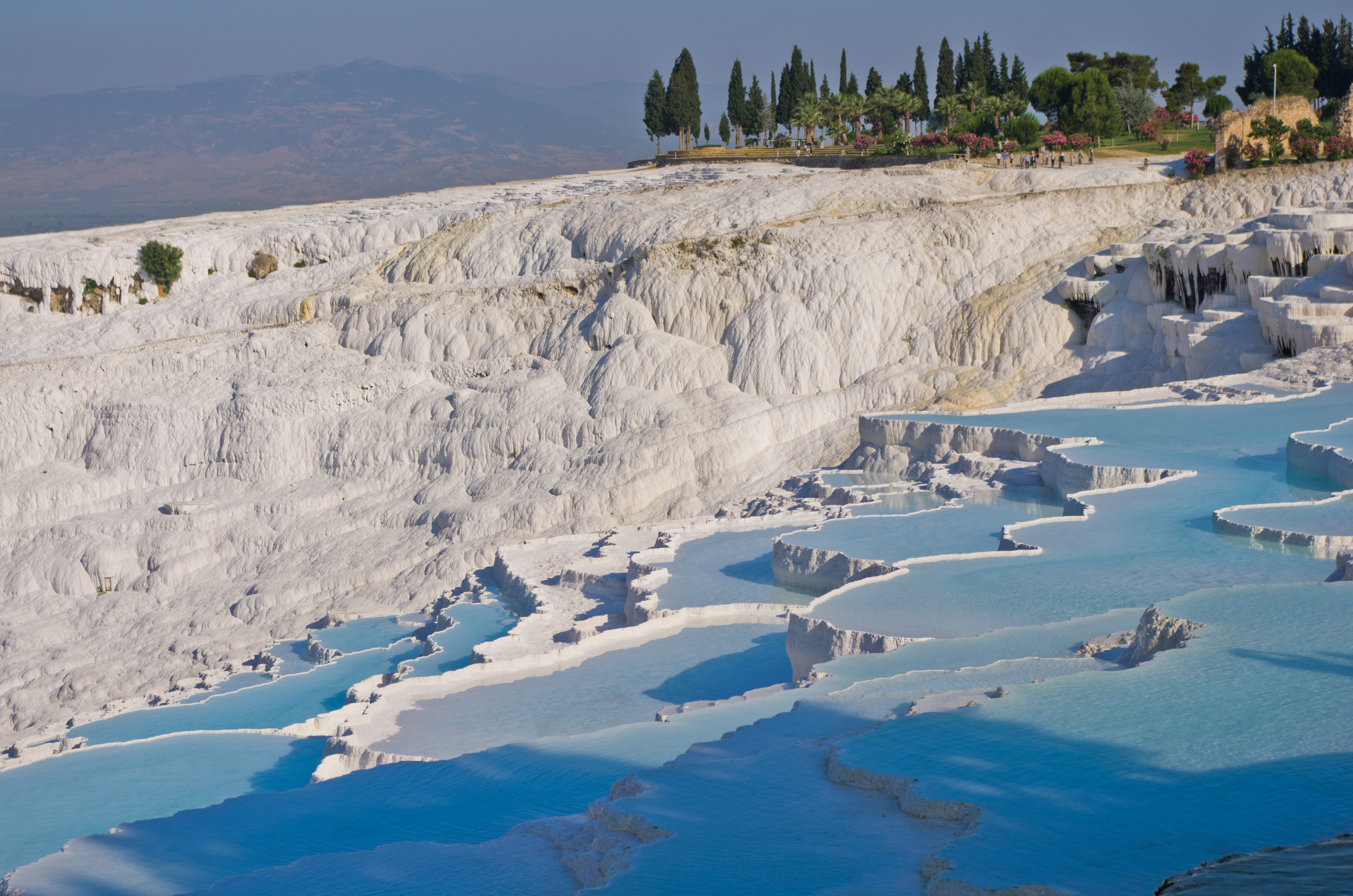
Pamukkale
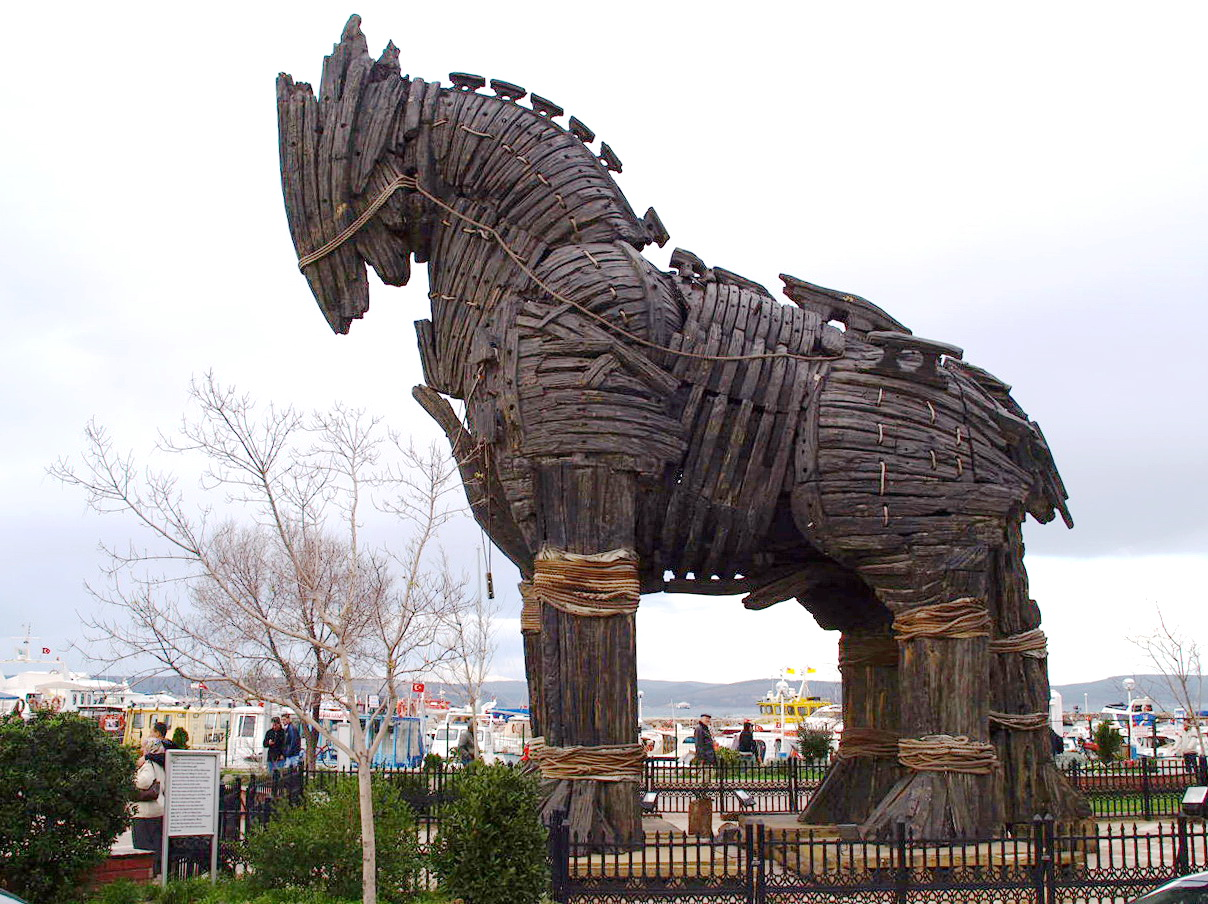
Troje
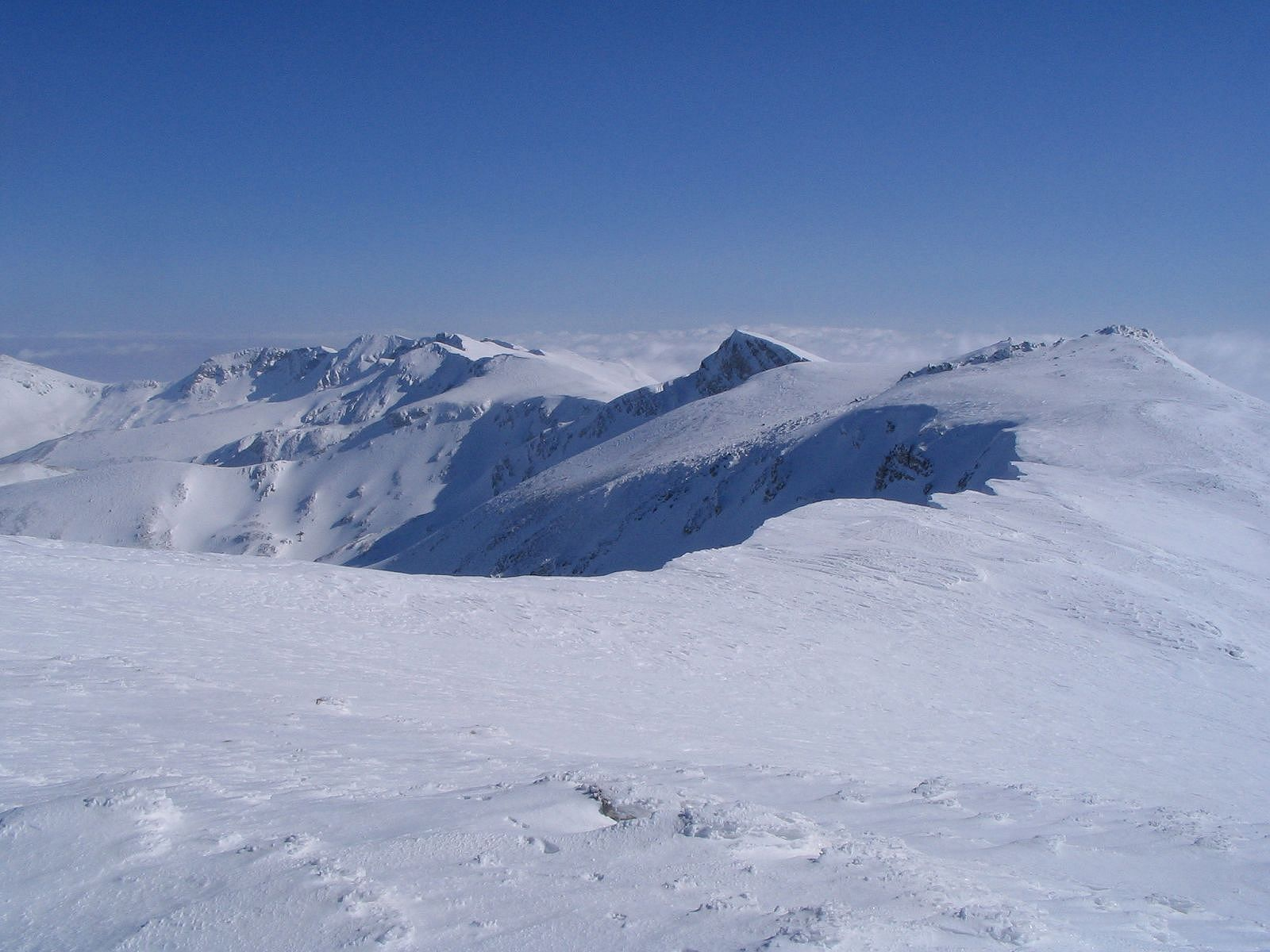
Uludağ
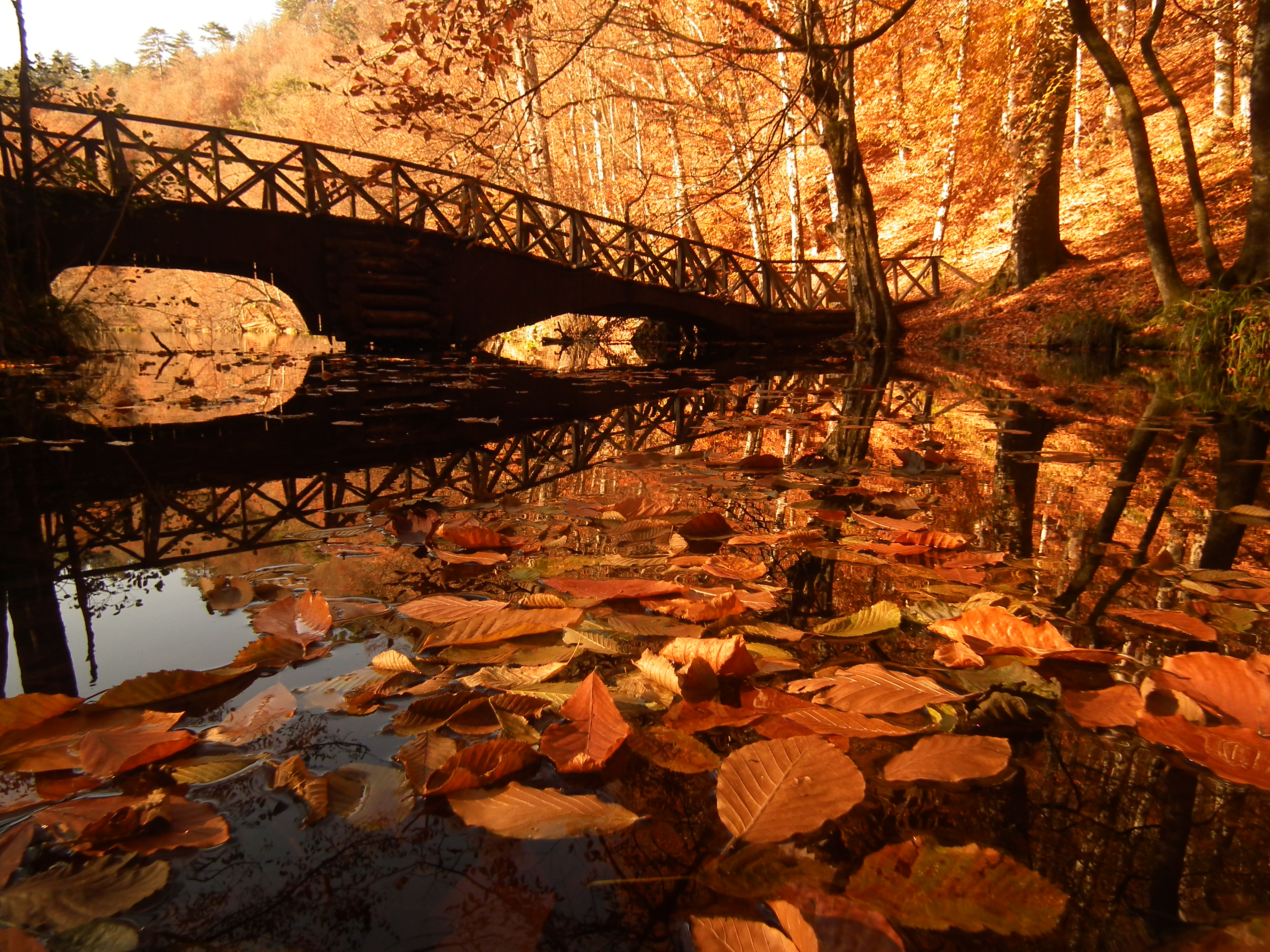
Nationaal park Yedigöller
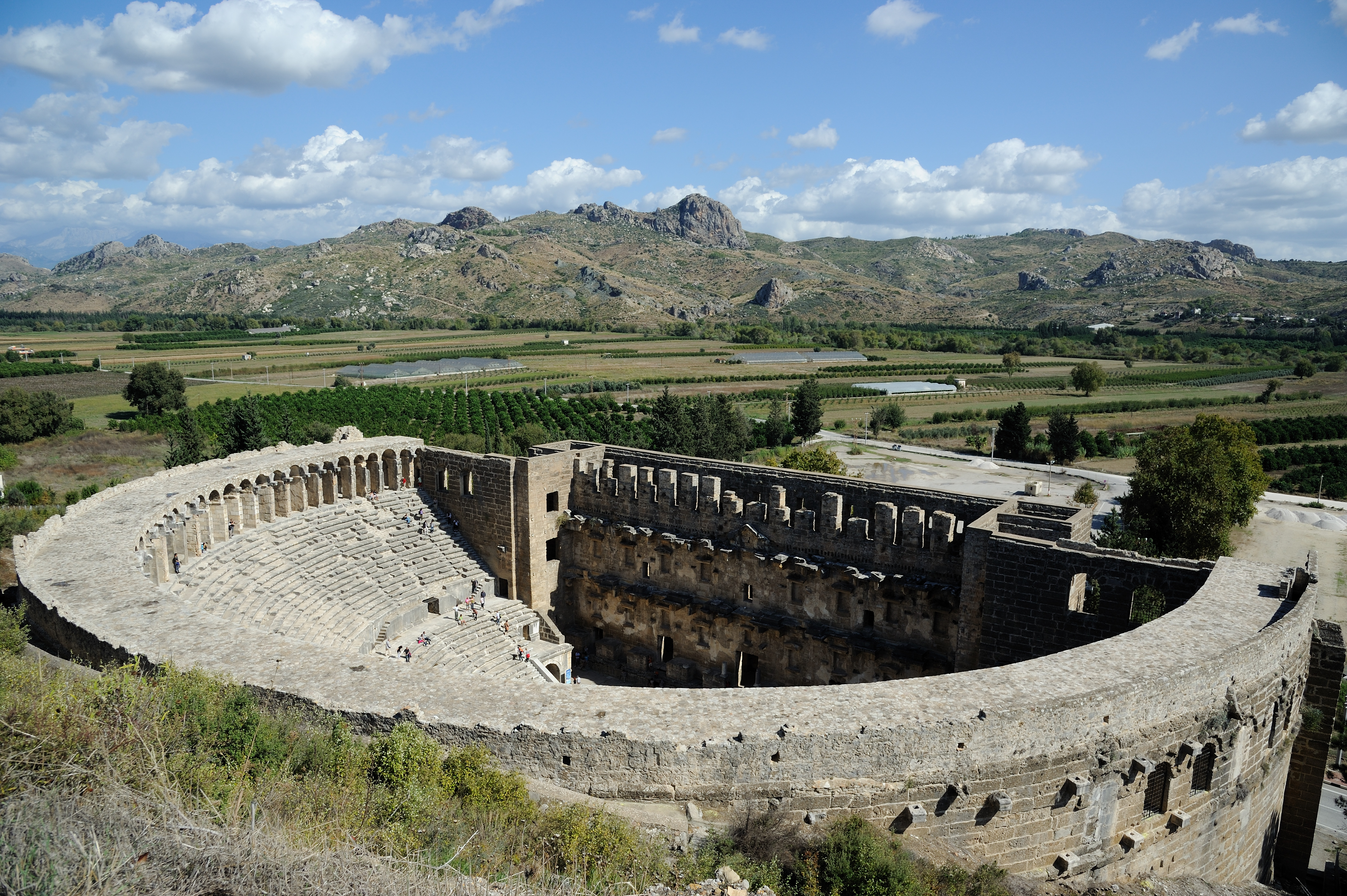
Aspendos
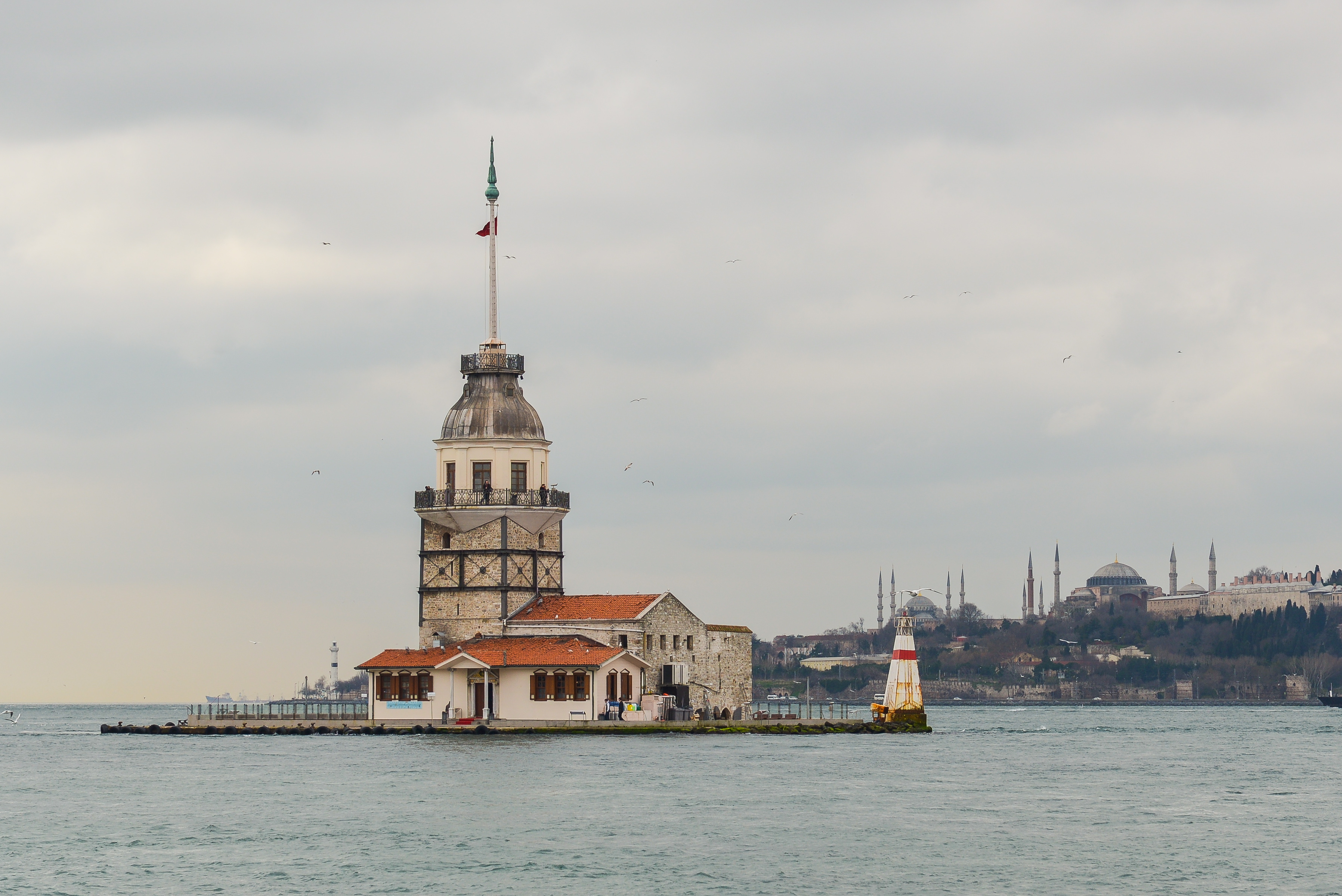
Kız Kulesi
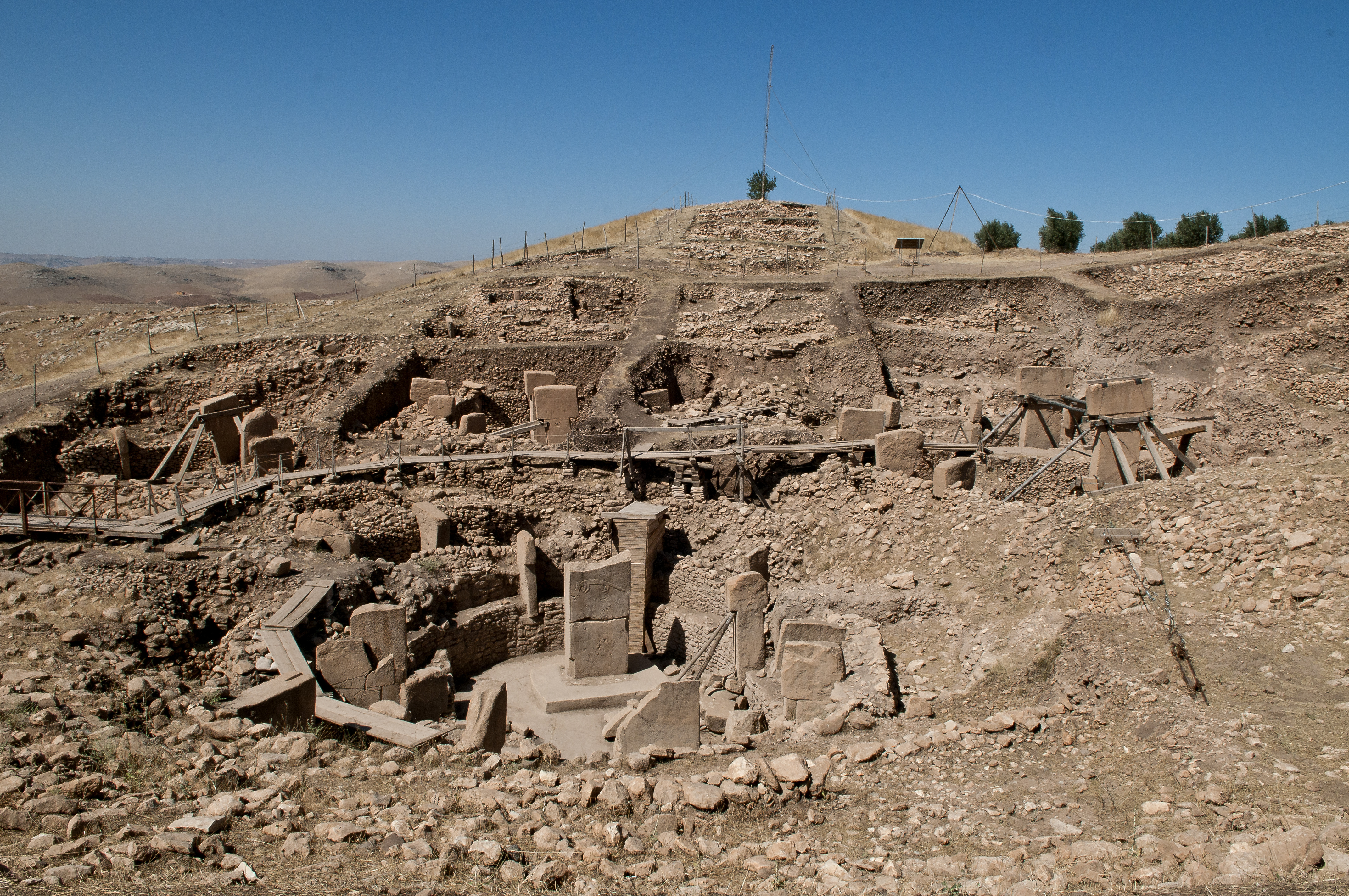
Göbekli Tepe
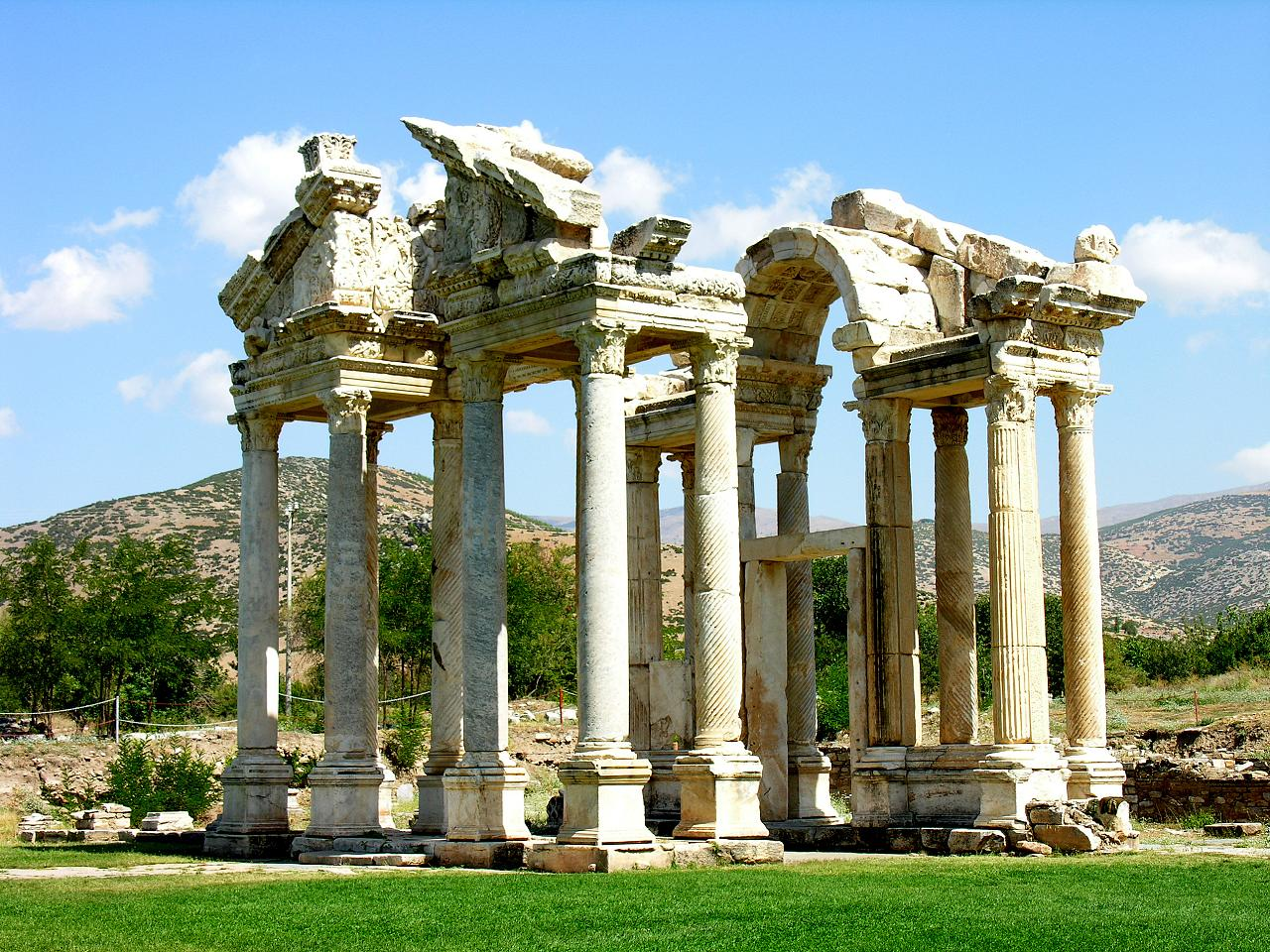
Aphrodisias
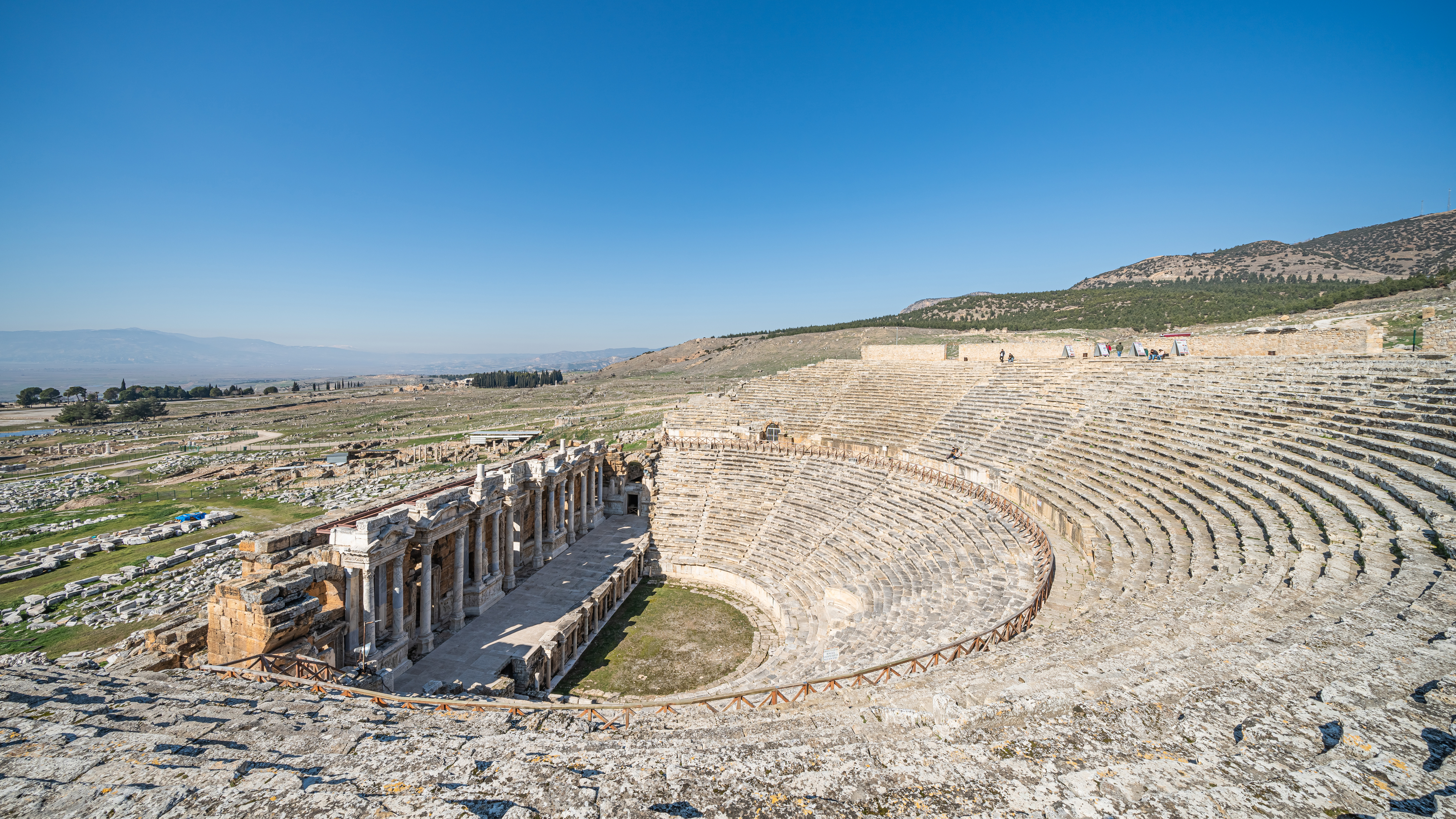
Hiërapolis